# Bosna (Troja)
Bosna v Troji je usedlost v Praze 7 v ulici Pod Hrachovkou, za západním koncem Zoologické zahrady na břehu Vltavy.

## Historie
V místě, kde se nachází bývalá hospodářská usedlost, stála dříve malá domkářská kolonie. Rozkládala se mezi Sklenářkou, Podhořím a Zoologickou zahradou, od vltavského břehu nad ledovacími jezírky až na jižní, západní a severozápadní stráň kopce se ZOO. Usedlost byla v 19. století přestavěna na výletní hostinec s kulečníkem, v 50. letech 20. století vlastněným Pavlem Obermeierem. Kolonie Bosna byla časem zlikvidována a některé pozemky, zejména ty na stráních, se dostaly do areálu ZOO.
Usedlost má vysoké nárožní kamenné pilíře, které ji chránily před ledovými krami.

## Další informace
Usedlost se svahem nad ní zachytil na akvarelu ruský krajinář Ivan Ivanovič Šiškin (1832–1898) při návštěvě Prahy. Dílo pochází z 14. července 1862 a má rozměry 15 × 23,4 cm.